# Margrit Schlatter
Margrit Schlatter, auch Anna Marguerite oder Margaretha, (geb. 18. Oktober 1895 in Zürich; gest. 30. Januar 1992 ebenda) war eine Schweizer Juristin, Leiterin der Zürcher Schule für soziale Arbeit und Frauenrechtlerin.

## Leben
Margrit Schlatter wuchs in einem Zürcher Pfarrhaus auf, besuchte das Freien Gymnasium Zürich und studierte ab 1914 in Zürich sowie Bonn Recht. Sie schloss, als eine Vertreterin der Pioniergeneration der Schweizer Juristinnen, 1920 mit einer Dissertation im sozialen Themengebiet ab. (Dissertationstitel: „Der Schutz der ehelichen Gemeinschaft“.)
Ab 1921 arbeitete sie als Jugendsekretärin, 1923 bis 1934 als Jugendanwältin des Bezirks Horgen. Dort übernahm sie auch die Aufgaben eines Amtsvormundes. Es war das erste Mal, dass einer Frau ein Amt in der Rechtspflege übertragen wurde.
1934 bis 1960 war sie Leiterin der Sozialen Frauenschule in Zürich (ab 1949 Schule für soziale Arbeit), die sie zu einer für beide Geschlechter zugänglichen höheren Fachschule ausbaute. Ab 1946 wurden auch Männer aufgenommen. Gemäss Nachruf in der NZZ leistete ihr Arbeitsteam vielfältige Pionierarbeit und beeinflusste in starkem Masse die Entwicklung der sozialen Arbeit in der Schweiz. Ihre Zielsetzung war: «Die soziale Arbeit ist in stetem Fluss, denn sie hat sich stets neuen Gegebenheiten anzupassen. Die Ausbildung für die soziale Arbeit muss darum offen sein für neue Wege.»
Schlatter war langjähriges Vorstandsmitglied der internationalen Vereinigung für Sozialarbeit. Sie organisierte im 2. Weltkrieg die Wehrmännerfürsorge der Stadt Zürich. 1941 bis 1946 war sie im Vorstand des Bunds Schweizerischer Frauenvereine und 1943 bis 1948 Präsidentin des Schweizerischen Frauensekretariats. 1966 setzte sie sich für die Einführung des Frauenstimmrechts im Kanton Zürich ein.
Margrit Schlatter war die Tochter der Anna geborene Müller und des Johannes, reformierten Pfarrers. Sie lebte unverheiratet.